# Harry South
Henry Percy „Harry“ South  (* 7. September 1929  in Fulham, London; † 12. März 1990 in Lambeth, London) war ein britischer Jazz-Pianist, Komponist und Arrangeur. 

## Leben und Wirken
South wurde bekannt durch seine Aktivitäten in der britischen Jazzszene der 1950er Jahre, als er mit Jimmy Deuchar, Joe Harriott, Dizzy Reece, Tony Crombie und Tubby Hayes spielte. 1954 gehörte er dem Tony Crombie Orchestra an, spielte dann in Ashley Kozaks Quartett und war vier jahre Mitglied in Dick Morrisseys Quartett, wo er sich auch als Komponist und Arrangeur betätigte. 1966 gründete er seine eigene Big Band, in der Musiker wie Tubby Hayes, Dick Morrissey, Phil Seamen, Keith Christie, Ronnie Scott und Ian Carr spielten; mit ihr nahm er ein Album für Mercury Records auf. 
Mitte der 1960er Jahre arbeitete er mit dem Rhythm and Bluessänger und Organisten Georgie Fame, mit dem das Album Sound Venture entstand. In dieser Zeit arbeitete er außerdem als Komponist und Arrangeur für Humphrey Lyttelton, Buddy Rich, Sarah Vaughan und Jimmy Witherspoon und war als musikalischer Direktor für Annie Ross tätig.
In den 1970er Jahren war er als Sessionmusiker tätig und schrieb Musik für Film- und Fernseh-Produktionen, wie die Titelmelodie für die Fernsehserie Die Füchse (The Sweeney). Als Arrangeur arbeitete er außerdem für Emerson, Lake and Palmers Album Works Vol. 1 (1977). 1981 wirkte er als Arrangeur an Annie Ross and Georgie Fames Zusammenarbeit mit Hoagy Carmichael mit (In Hoagland).
Ihm zu Ehren nahm das National Youth Jazz Orchestra 2001 das Album Portraits – The Music Of Harry South auf.

## Diskographische Hinweise
- Tony Crombie And His Orchestra (Decca, 1954)
- Tubby Hayes: The Swinging Giant, Vols. 1 6 2 (Jasmine, 1955–1957)
- Dizzy Reece: A New Star (Jasmine, 1955)
- Jimmy Deuchar: Pal Jimmy! (Jasmine, 1957/58)
- Dick Morrissey Quartet: Have You Heard? (1963)
- Dick Morrissey Quartet: There and Back (1964/1965)
- Dick Morrissey Quartet: Storm Warning! – (1965)
- Presenting the Harry South Big Band – Harry South Big Band – (Mercury, 1966)
- Dick Morrissey Quartet: Here and Now and Sounding Good! – (1966)
- Georgie Fame and The Harry South Big Band Album: Sound Venture (1966)
- Hoagy Carmichael/Georgie Fame/Annie Ross: In Hoagland (1981)